# Маёвка

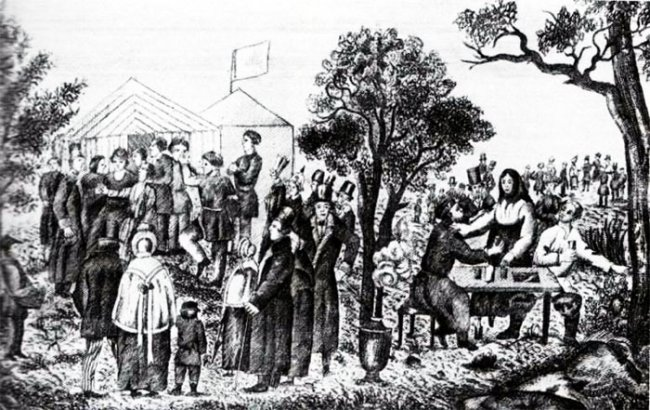
Народное гулянье в Сокольниках 1 мая. Гравюра XIX в.

Маёвка — в России до 1917 года нелегальное собрание революционно настроенных рабочих, устраиваемое за городом в день 1 мая. Первоначально маёвки были связаны со встречей весны — праздничные гуляния, семейные и дружеские выезды на природу, пикники, календарно приуроченные к первым дням мая. 

## История
У восточнославянских народов 1 мая осознавалось как рубеж между зимой и летом. «В Петрозаводске встречают весну 1 мая с соломенным чучелом, которое, подняв на шесте, ставят на горке, потом садятся вокруг него пировать и по окончании пиршества сжигают чучело с песнями и плясками». О существовавшем у восточнославянских народов обычае жечь костры на 1 мая упоминает В. Н. Харузина. Первоначально празднования 1 мая были связаны со встречей весны и назывались «маёвки» — праздничные гуляния, семейные и дружеские выезды на природу, пикники, календарно приуроченные к первым дням мая. 
Три тысячи лет назад жители Древней Италии поклонялись богине Майе — покровительнице земли и плодородия. В честь богини последний весенний месяц и был назван маем, а в первый день этого месяца устраивались торжества, чтобы затраченный весной труд — вспахивание земли и посевная — не прошел даром. 
У кельтских народов 1 мая отмечался как скотоводческий праздник Бельтана, связанный с культом солнца, во время которого разжигались огромные костры на вершинах холмов и обращались с молитвами к солнцу. У германских и славянских (западных и южных) народов день связан с «майским деревом», «майской зеленью», выбором «майской королевы».
В дореволюционной России маёвкой называлось нелегальное собрание рабочих, устраиваемое за городом в день 1 мая. Такие маевки преследовались царской полицией.
В 1890 году состоялась Львовская маёвка — первая маёвка на территории нынешней Украины. Первая пролетарская маёвка в Российской империи прошла в Санкт-Петербурге в 1891 году. Первая пролетарская маёвка в Москве состоялась в 1895 году. В 1900 году состоялась Харьковская маёвка, в которой приняли участие несколько тысяч рабочих.